# Litoria humboldtorum
Litoria humboldtorum är en groddjursart som beskrevs av Günther 2006. Litoria humboldtorum ingår i släktet Litoria och familjen lövgrodor. IUCN kategoriserar arten globalt som livskraftig. Inga underarter finns listade i Catalogue of Life.